# Mongolische Kröte
Die Mongolische Kröte (Strauchbufo raddei) ist eine ostasiatische Krötenart, die im Norden und Nordosten von China (Innere Mongolei, Mandschurei, Gansu bis Jiangsu und Anhui), in der mittleren und östlichen Mongolei, in Nordkorea und im östlichen Russland vom Baikalsee bis zum Ussuri vorkommt.

## Merkmale
Die Mongolische Kröte erreicht eine Kopf-Rumpf-Länge von 4 bis 8,9 cm. Auf dem Rücken ist sie hell olivfarben oder grünlichgrau bis grau und mit großen dunklen Flecken gemustert. In der Rückenmitte verläuft eine helle Linie. Der Bauch ist hellgrau mit wenigen roten Punkten. Die Ohrdrüsen hinter den Augen sind groß und auffällig. Die Pupille ist oval und liegt horizontal, das Trommelfell ist nicht sichtbar. Männchen bleiben kleiner als die Weibchen, haben Brunstschwielen am ersten Finger und eine Kehl-Schallblase.

## Lebensweise
Die Mongolische Kröte lebt an den Rändern von Laub- und Nadelwäldern, auf Wiesen, Waldsteppen, sandigen Steppen und in Oasen in trockenen Steppen und der Wüste Gobi aber auch in landwirtschaftlich genutzten Gegenden und am Rande menschlicher Siedlungen, ist in manchen Gegenden sehr häufig und gilt ais ungefährdet. In der Amurregion können bis zu 400 Exemplare pro Quadratkilometer leben. Die Kröte bevorzugt weiche oder sandige Böden und kommt bis in Höhen von 2700 Metern vor. Sie ist nacht- und dämmerungsaktiv, an sonnigen, warmen Tagen jedoch auch tagsüber zu sehen. Die Mongolische Kröte laicht in kleinen stehenden Gewässern, je nach Region von Mai bis Juli. Dabei umklammern die Männchen die Weibchen in einem Amplexus lumbalis. Der Laich enthält etwa 1000 bis 6000 Eier und wird in zwei, drei bis sechs Meter langen Schnüren abgegeben. Die Metamorphose findet normalerweise von Juni bis August statt, die Kaulquappen können jedoch auch überwintern und ihre Metamorphose erst im kommenden Sommer vollenden. Von September oder Oktober bis April oder Mai hält die Mongolische Kröte einen Winterschlaf, normalerweise in Gruppen zu mehreren Tieren. In den nördlichen Regionen ihres Verbreitungsgebietes graben sie sich dafür bis in Tiefen von zwei Metern ein.
Die Kaulquappen ernähren sich von Algen und Detritus, gerade umgewandelte Jungtiere von Milben und kleinen Insekten, insbesondere von Springschwänzen. Ausgewachsene Kröten fressen Spinnen, Raupen, Käfer (Laufkäfer, Rüsselkäfer, Schwarzkäfer und andere) und Ameisen. Letztere sind die wichtigste Nahrungsquelle in trockenen Habitaten.

## Systematik
Die Mongolische Kröte wurde 1876 durch den russischen Herpetologen Alexander Strauch unter dem wissenschaftlichen Namen Bufo raddei beschrieben. Das Art-Epitheton raddei ehrt den Geograph und Naturforscher Gustav Radde, der unter anderem die Umgebung des Baikalsees, Daurien und das Amurgebiet erforschte. Im Jahr 2012 wurde die Kröte in einem Amphibienführer durch drei chinesische Wissenschaftler der monotypischen Gattung Strauchbufo zugeordnet. Sie gehört in die engere Verwandtschaft der mittel- und osteuropäischen Wechselkröte (Bufotes viridis).